# SNK 40th Anniversary Collection
SNK 40th Anniversary Collection ist eine Videospielsammlung, die vom Digital Eclipse entwickelt und von SNK veröffentlicht wurde. Zuerst erschien es 2018 für Nintendo Switch. 2019 erschien es für PlayStation 4, Xbox One und Microsoft Windows.

## Inhalt
SNK 40th Anniversary Collection enthält folgende Spiele:
| Erscheinungsdatum | Spiel                    | Arcade-Version | Konsolen-Version |
| ----------------- | ------------------------ | -------------- | ---------------- |
| 1979              | Ozma Wars                | Ja             | Nein             |
| 1980              | Sasuke vs. Commander     | Ja             | Nein             |
| 1981              | Fantasy                  | Ja             | Nein             |
| 1981              | Vanguard                 | Ja             | Nein             |
| 1983              | Munch Mobile             | Ja             | Nein             |
| 1985              | Alpha Mission            | Ja             | Ja               |
| 1985              | TNK III                  | Ja             | Ja               |
| 1986              | Athena                   | Ja             | Ja               |
| 1986              | Ikari Warriors           | Ja             | Ja               |
| 1986              | Victory Road             | Ja             | Ja               |
| 1987              | Bermuda Triangle         | Ja             | Nein             |
| 1987              | Guerrilla War            | Ja             | Ja               |
| 1987              | Psycho Soldier           | Ja             | Nein             |
| 1987              | Time Soldiers            | Ja             | Nein             |
| 1987              | World Wars               | Ja             | Nein             |
| 1988              | Chopper I                | Ja             | Nein             |
| 1988              | P.O.W.: Prisoners of War | Ja             | Ja               |
| 1988              | Paddle Mania             | Ja             | Nein             |
| 1989              | Baseball Stars†          | Nein           | Ja               |
| 1989              | Beast Busters            | Ja             | Nein             |
| 1989              | Ikari III: The Rescue    | Ja             | Ja               |
| 1989              | Prehistoric Isle         | Ja             | Nein             |
| 1989              | SAR: Search and Rescue   | Ja             | Nein             |
| 1989              | Street Smart             | Ja             | Nein             |
| 1990              | Crystalis                | Nein           | Ja               |

† Exklusiv auf Xbox One

## Rezeption
- EGM: 90 %
- GameSpot: 8/10[4]
- IGN: 7.0/10[5]
- Jeuxvideo.com: 60 %
- Nintendo Life: 8/10[6]
- Nintendo World Report: 9/10[7]
- GameRevolution: 4/5[8]
- Push Square: 7/10[9]
- Hardcore Gamer: 4/5[10]

Jeux Video war weniger beeindruckt und berichtet: „Die gute Emulation, das Interface und die Funktionen gleichen das grausame Fehlen vieler großartiger SNK-Spiele nicht aus.“